# UボートIX型
UボートIX型 (U-Boot-Klasse IX) はドイツ海軍の潜水艦で、第二次世界大戦で用いられた。
IXA、IXB、IXC、IXC/40、IXD/1、IXD/2、IXD/42の8つのサブタイプに区分される。

## 概要
基本的な設計はIA型を改良したものである。本型の建造に際し、より小型のVII型を主力としようとしたドイツ海軍上層部ではかなりの議論が交わされたようだが、実際に建造してみると、航続距離が長く、大西洋を駆け巡って通商破壊を行うにはうってつけの艦となった。
また、複殻式の船体構造で水中速度が比較的速く可潜深度は深い優秀艦であった。ただし、建造にかかる日数もそれなりに必要としたため、大量生産には向いていなかった。

## 各型

### IXA型
ブレーメンのヴェーザー河畔に位置する造船所 AG ヴェーザー社で8隻が建造され、1938年から翌年にかけて就役した。終戦までに6隻が戦没、残りの2隻は終戦時に自沈している。

### IXB型
14隻が建造され、IXA型同様、全艦がAG ヴェーザー社で建造された。1939年末から翌年にかけて就役した。14隻のうち12隻が戦没し、残りの2隻は自沈したが、そのうちの1隻、U-123は1945年にフランス海軍によって浮揚され、1947年にブレゾン（Q-165 Blaison）として再就役し、1959年まで運用されている。
この型はIXA型に比べると燃料搭載量が11t増やされており、航続距離も1,500海里伸びて12,000海里となっている。その反面、水中速力と水中航続力は低下している。

### IXC型
IXB型の航続距離をさらに1,450海里延伸して13,450海里としたもので、AG ヴェーザー社及びハンブルクの造船所ドイツ造船で建造され、1941年から翌年にかけて54隻が就役した。
本型のU-511はのちに大日本帝国海軍に譲渡・編入され、ロ-500（呂号第五百潜水艦）となった。

#### IXC40型
IXC型のバラストタンクを拡大して、航続距離を13,850海里としたもので、AG ヴェーザー社及びドイチェ・ヴェルフト社で1940年から1942年にかけて160隻が起工され、最終的に89隻が就役し、残りの71隻は建造中止となった。
本型のU-1224ものちに大日本帝国海軍に譲渡・編入され、ロ-501（呂号第五百一潜水艦）となった。
また、U-1231は戦後ソビエトに賠償艦として引き渡され、ソビエト海軍潜水艦 N-26となった。1955年にはB-26と改称の上予備役に編入、1968年に除籍されるまで練習潜水艦として使用された。

### IXD型
A～C型とは全く異なる船体を持ち、高速航行用および蓄電池充電用の主エンジン4基に加えて、低速巡航用の副エンジンを2基搭載した長距離作戦用潜水艦として設計された。AG ヴェーザー社により1942年から1945年にかけてIXD/1型およびIXD/2型、更に小改正型のIXD/42型も含めて36隻が建造され、32隻が完成、うち30隻が就役した。

#### IXD/1型
魚雷艇用のエンジンを6基搭載した高速巡洋潜水艦として建造されたが、エンジンの信頼性が低く、実際の運用に関して不良が続発したため、2隻で建造中止となった。また、完成した2隻も後にエンジンを換装し、252トンの貨物を搭載し、31,500海里の航続距離を持つ補給潜水艦となっている。

#### IXD/2型
主エンジン4基に加えて巡航用のエンジンを2基搭載し、12,750海里の航続距離を持つ、計画本来の設計で建造された型。28隻が建造された。
本型のうちU-181はシンガポールに寄港中ドイツが降伏したため、大日本帝国海軍が接収し、イ-501（伊号第五百一潜水艦）となったが、終戦まで時間がなく、さほどの活動はしていない。

#### IXD/42型
合計エンジン出力を4,400馬力から5,400馬力に向上させた改良型。6隻が計画され、うち2隻だけが完成したが、竣工して実戦配備された艦はない。1隻は終戦の直前に完成して戦後処分され、もう1隻は進水したものの実戦配備されず、爆撃によって損傷して放置されたまま終戦を迎えた。残る4隻は建造が中止された。
大日本帝国海軍では、1943年（昭和18年）11月には呂号第五百潜水艦および呂号第五百一潜水艦を元に兵器、機関などを国産品に置き換えたIXO型とIXK型という2つの概案を出していたとされる。

## 性能諸元(IXC型)
- 全長：76.8m
- 全幅：6.8m
- 排水量：水上1,120t、水中1,232t
- 最大速度：水上18.3kt、水中7.3kt
- 水中航続距離：4ktで63海里
- 水上航続距離：10ktで13,450海里
- 乗組員:44名（うち4名は士官）
- 兵装：53cm魚雷発射管×6（艦首4、艦尾2　搭載魚雷22本）、105mm単装砲×1、37mm機関砲×1、20mm単装機銃×1、他に機雷(TMA、TMB)も搭載可能

## 同型艦一覧
IXA型（計8隻）
- U-37～U44

IXB型（計14隻）
- U-64～U-65
- U-103～U-111

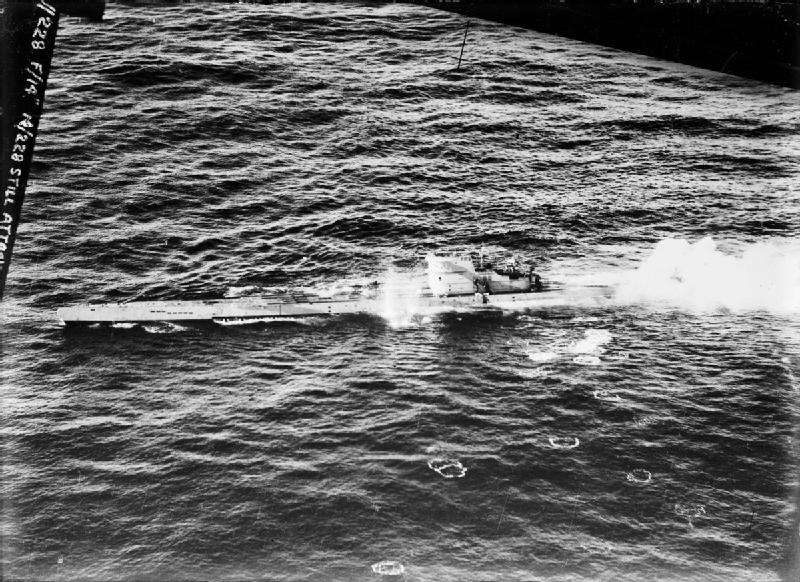
U-106（IXB型）

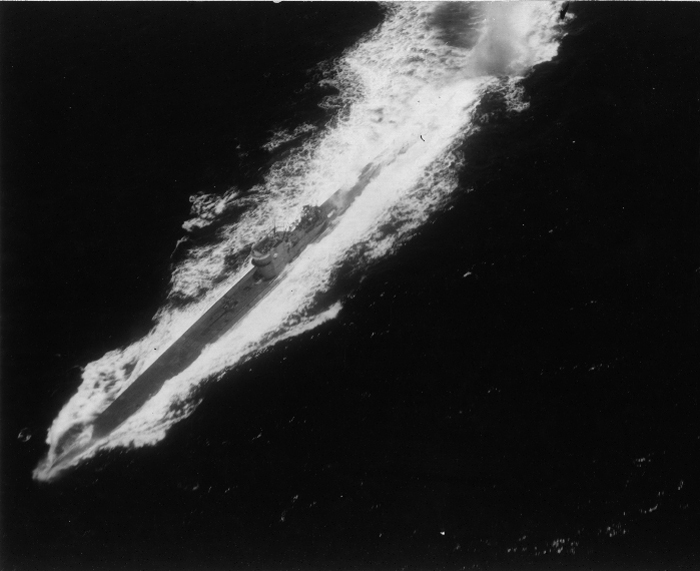
U-161（IXC型）

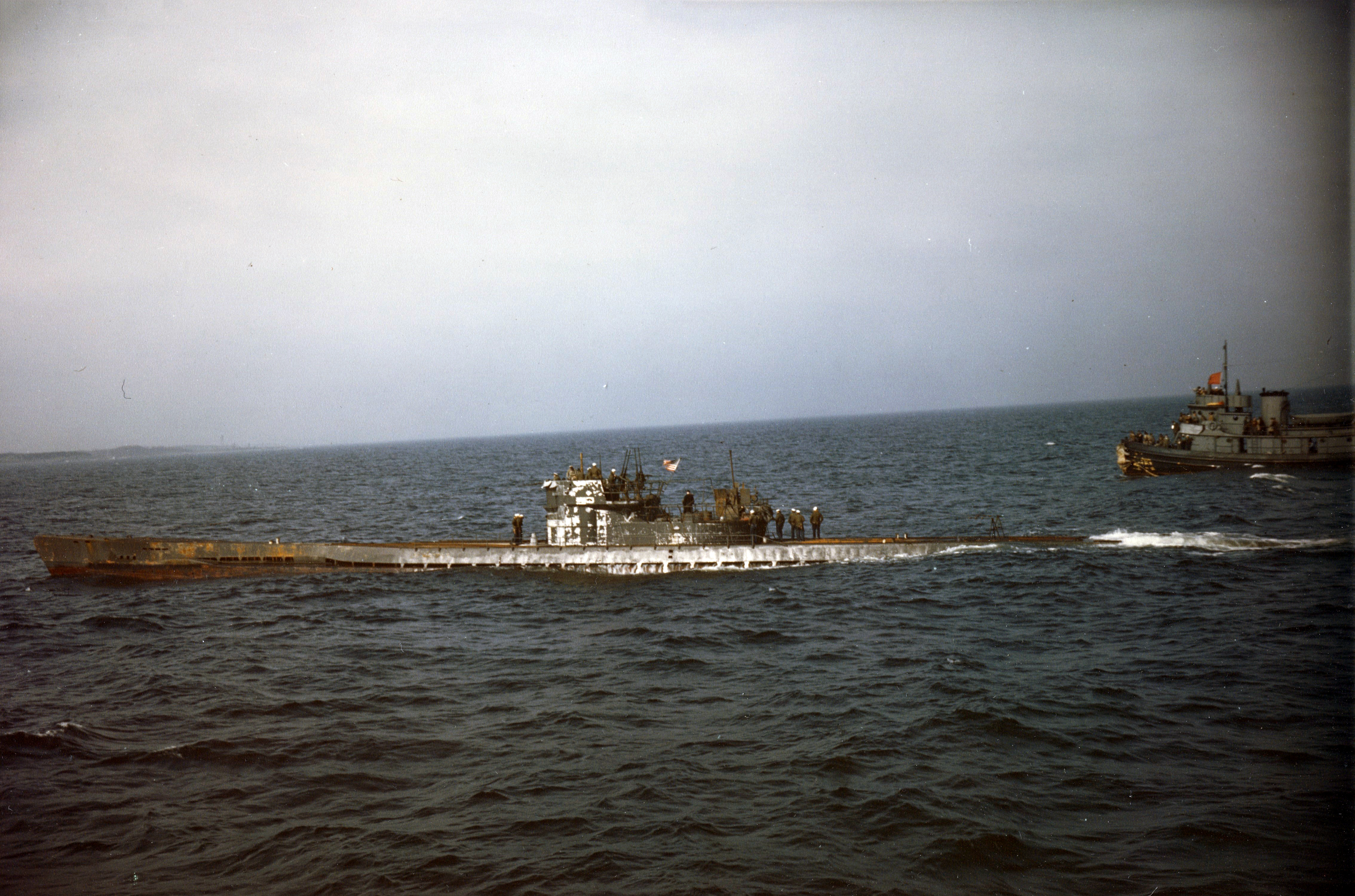
U-805（IXC/40型）

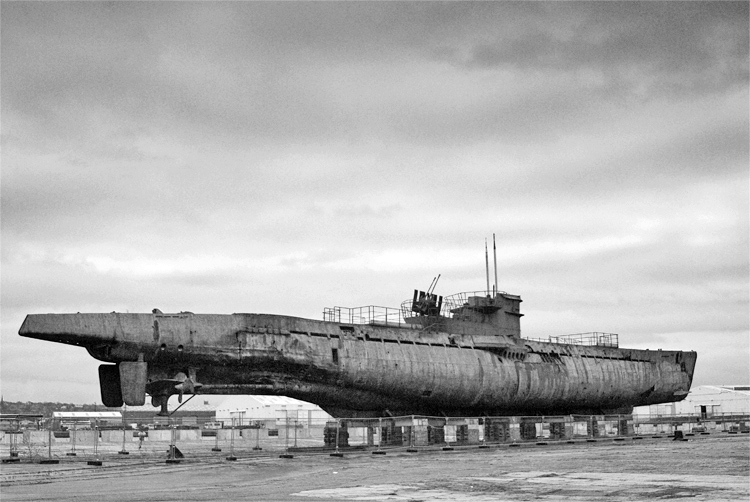
U-534（IXC/40型）

- U-122～U-124 ※U-123は戦後フランス海軍潜水艦ブレゾン（Q-165 Blaison）として再就役

IXC型（計54隻）
- U-66～U-68
- U-125～U-131
- U-153～U-176
- U-501～U-524 ※U-511は日本に譲渡され大日本帝国海軍潜水艦ロ-500として就役

IXC/40型（計160隻）
- U-167～U-170
- U-183～U-194
- U-525～U-550
- U-801～U-806
- U-807～U812　建造中止
- U-813～U-816　キャンセル
- U-841～U-846
- U-853～U-858
- U-865～U-870
- U-877～U-882
- U-889
- U-890～U-891　進水後建造中止
- U-892～U-894　建造中止
- U-1221～U-1235 ※U-1224は日本に譲渡され大日本帝国海軍潜水艦ロ-501として、U-1231は戦後ソビエト海軍潜水艦N-26(B-26)として再就役
- U-1236～U-1238　進水後建造中止
- U-1239～U-1250　建造中止
- U-1251～U-1262　キャンセル
- U-1501～U-1506　建造中止
- U-1507～U-1512　キャンセル
- U-1513～U-1515　建造中止
- U-1516～U1530　キャンセル

IXD/1型（計2隻）
- U-180
- U-195

IXD/2型（計28隻）
- U-177～U-179
- U-181～U-182 ※U-181は接収され大日本帝国海軍潜水艦イ-501として再就役
- U-196～U-200
- U-847～U-852
- U-859～U-864
- U-871～U-876

IXD/42型（計2隻）
- U-883
- U-884
- U-885～U-888　建造中止
- U-895～U-900　キャンセル
- U-1531～U-1542　キャンセル